# Ian Cullen
George Ian Cullen (West Boldon, 1939. október 20. – Surrey Heath, 2019. november 12.) angol színész.

## Filmjei
Mozifilmek
- Elátkozottak gyermekei (Children of the Damned) (1964)
- Elátkozottak utazása (Voyage of the Damned) (1976)
- Burning an Illusion (1981)
- The Golden Dolphin (1986)
- Gabriel & Me (2001)
- Elégtelen (F) (2010)
- Dawn of the Dragonslayer (2011)
- The Echoes of Empire (2012)

Tv-filmek
- Kidnapped (1963)
- A fekete bársonyruha (The Black Velvet Gown) (1991)
- A szerencsejátékos (The Gambling Man) (1995)

Tv-sorozatok
- Emergency-Ward 10 (1963–1967, 55 epizódban)
- Ki vagy, doki? (Doctor Who) (1964, négy epizódban)
- Z Cars (1969–1975, 220 epizódban)
- Különleges ügyosztály (Department S) (1970, egy epizódban)
- When the Boat Comes In (1977–1981, négy epizódban)
- Az Angyal visszatér (Return of the Saint) (1978, egy epizódban)
- Dalziel és Pascoe nyomoz (Dalziel and Pascoe) (1996, egy epizódban)
- Family Affairs (1997–1999, 109 epizódban)